# Alberto Adriazola Azuero
Alberto Adriazola Azuero (Valparaíso, Chile, 11 de mayo de 1861–Santiago, Chile, 3 de agosto de 1957) fue un connotado médico y vicealmirante de la Armada de Chile.
Dentro de su obra, además de ser el organizador del Servicio de Sanidad Naval, destacó su activa participación en la creación de los hospitales navales de Talcahuano, Punta Arenas y de Valparaíso. En su honor el Hospital Naval de Talcahuano lleva el nombre de Almirante Adriazola.

## Infancia y juventud
Nació en Valparaíso el 11 de mayo de 1861. Hijo de Joaquín Adriazola Marín y de Elisa Azuero Correa, natural de  Argentina. Realizó sus primeros estudios en Santiago, posteriormente, en 1869, ingresó al Seminario Conciliar de la Serena, continuó en 1874 en el liceo de Valdivia para concluir en el Instituto Nacional de Santiago donde se tituló de bachiller en 1880.

### Estudio de Medicina y guerra del Pacífico
Ingresó a la Escuela de Medicina en 1880 y ese mismo año, debido a la guerra del Pacífico, el médico director del Servicio Sanitario, Ramón Allende Padín, solicitó que se le enviara practicantes, por lo que Adriazola junto a seis compañeros partieron a los campamentos del norte, ingresando a la 3.ª Ambulancia dirigida por el doctor Absalón Prado y en la cual participaron en las batallas de Chorrillos y Miraflores.
En 1881 los siete estudiantes regresaron a Santiago a rendir sus exámenes, tras los cuales Adriazola decidió quedarse en la capital, asistiendo a la Escuela de Medicina durante un año más para luego regresar al norte. En 1882, siendo secretario del médico David Tagle Arrate viajó a La Libertad, Perú, para combatir una epidemia de fiebre amarilla que estaba diezmando las tropas del general Gorostiaga. Permaneció allí hasta mediados de 1883, regresando a Santiago llevando a su cuidado varios enfermos y heridos. Aprovechó su permanencia en la capital para titularse de bachiller en medicina y farmacia y el 17 de junio de 1884 entró al servicio de la Armada como cirujano de 2.ª clase.

## Carrera naval
El 17 de junio de 1884 entró al servicio de la Armada como cirujano de 2.ª clase prestando servicios en el blindado Blanco Encalada y en las corbetas Chacabuco, Abtao y O'Higgins.
En mayo de 1885, como médico de la cañonera Magallanes, zarpó al golfo de Arauco en comisión hidrográfica, realizando junto a sus funciones de médico diversos estudios sobre la historia natural de la isla Santa María.
En octubre de 1886, como cirujano de 1.ª clase fue destinado al monitor Huáscar. En enero de 1887 integró una comisión de cirujanos enviada a San Felipe y Los Andes, para estudiar una epidemia de cólera morbus que apareció por primera vez en el país. Días después instaló lazaretos en Quillota, donde permaneció dos meses al cuidado de las víctimas de la epidemia. Vuelto al Huáscar, zarpó a Quintero con el propósito de establecer las cuarentenas y efectuar las visitas sanitarias a las naves procedentes de puertos infectados.
En enero de 1888 se embarcó en la cañonera Pilcomayo y poco después en el blindado Blanco Encalada, de estación en El Callao. Allí, en 1890 se le transbordó a la Chacabuco y a principios de 1891 pasó al transporte Aconcagua, nave que había sido requisada por los revolucionarios a la Compañía Sudamericana de Vapores. En enero de 1892 se dirigió a Europa para formar parte de la Comisión Naval de Chile en París, a fin de atender las instalaciones sanitarias del blindado Capitán Prat que terminaba su construcción en astilleros franceses. Regresó a Chile a bordo de este buque.
El 6 de mayo de 1893 fue ascendido a cirujano mayor de 2.ª clase, el más alto grado en el escalafón de oficiales de sanidad de aquel tiempo y un año después ocupó el cargo de cirujano jefe de la Armada.
En diciembre de 1900 se le encargó que exhibiera el servicio y material médico naval durante la Exposición de Higiene del Primer Congreso Médico Latinoamericano realizado en Santiago el mes de enero de 1901 donde los elementos presentados por la Armada obtuvieron los primeros tres premios.
En mayo de 1903 integró la comisión que a bordo del crucero Chacabuco visitó Buenos Aires y Montevideo en retribución de la visita que el crucero argentino San Martín efectuara a Chile a raíz de la firma de los llamados Pactos de Mayo.
En 1910, a bordo del crucero O’Higgins fue a Buenos Aires como Cirujano Jefe de la División Naval enviada a los actos conmemorativos del primer centenario de la independencia de Argentina. En 1912 fue nuevamente a Europa como parte de una comisión de estudios y regreso en 1913. En 1920 se embarcó nuevamente en el O’Higgins como cirujano jefe con destino a Punta Arenas.
Gracias a su iniciativa se comenzó la construcción y en 1896 se inauguró el Hospital Naval de Talcahuano, en 1902 el de Punta Arenas y en 1920 se inició la construcción del Hospital Naval de Valparaíso luego que en una reunión en el Club Naval propusiera una colecta para habilitar un edificio para hospitalizar a los marinos que sólo disponían de una sala en el Hospital San Juan de Dios de ese puerto.
A principios de 1923 por haber llegado al límite de edad que fijaba la ley el contralmirante Alberto Adriazola dejó el servicio de la Armada.

## Últimos años
Ya retirado, continuó prestando sus servicios a la Armada siempre que le fue requerido, estando en Santiago tomaba exámenes médicos a los aspirantes a cadete de la Escuela Naval.
En 1934 su valioso desempeño fue reconocido por el Estado mediante una ley especial que le concedió, excepcionalmente, el grado de vicealmirante. Pasó sus últimos 20 años en la capital hasta que murió el 3 de agosto de 1957 y la Armada, en homenaje a su labor, nombró al Hospital Naval de Talcahuano como Almirante Adriazola.

## Legado
El Almirante Adriazola fue el organizador del Servicio Médico Naval. Dictó reglamentos, construyó almacenes para materiales y medicina, y contribuyó en gran manera en la creación de hospitales navales para la Institución en Talcahuano, Punta Arenas y Valparaíso.
En  noviembre de 1890 se casó con Margarita  Costa Pellé, tuvieron seis hijos: Elisa, Alberto R, Raquel, Joaquín, María, y Alfonso.